# Sebastian Lang

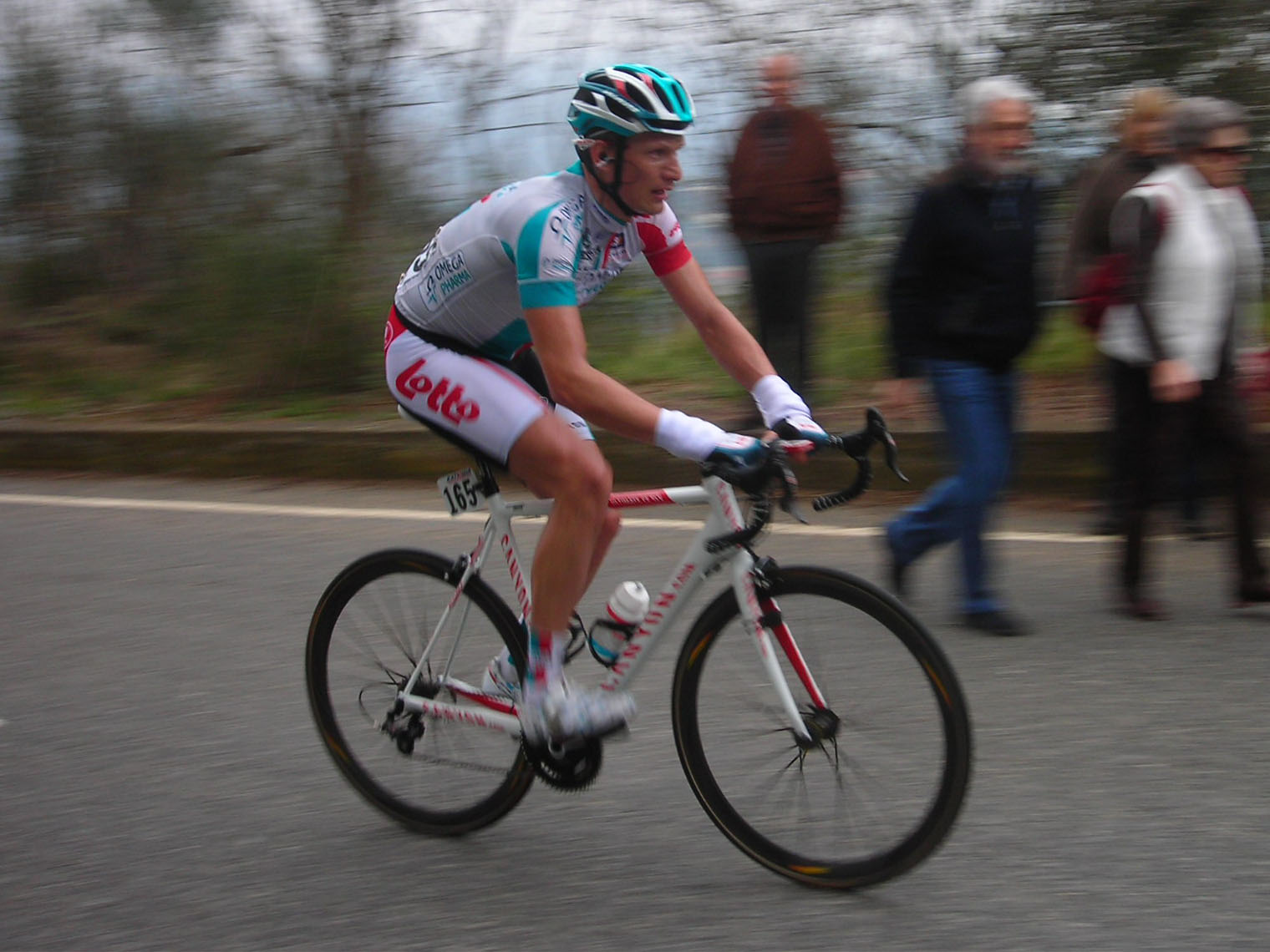
Sebastian Lang bei Mailand-San Remo 2011

Sebastian Lang (* 15. September 1979 in Sonneberg) ist ein ehemaliger deutscher Radrennfahrer.

## Werdegang
Sebastian Lang fuhr als Amateur seit 1998 beim Team TEAG Köstritzer. Erstmals auf sich aufmerksam machen konnte er im Jahr 2000, als er die Bronzemedaille im Einzelzeitfahren der deutschen Meisterschaften der Elite errang. In der folgenden Saison wurde er U23-Vizeweltmeister im Einzelzeitfahren und holte Bronze in derselben Disziplin bei den Europameisterschaften.
2002 wechselte Lang zum Team Gerolsteiner. Dort gewann er zwei Etappen bei der Rheinland-Pfalz-Rundfahrt 2002, siegte zusammen mit Michael Rich beim Paarzeitfahren in Karlsruhe 2003 und gewann im gleichen Jahr die Dänemark-Rundfahrt. Bei der Hessen-Rundfahrt 2004 gewann Lang eine Etappe und war am Ende Gesamtsieger. Bei der Tour de France 2006 erreichte er auf der 7. Etappe einen dritten Platz, auf der 19. Etappe, einem Einzelzeitfahren, wurde er Fünfter. Bei der Tour de France 2008 trug er drei Etappen lang das Gepunktete Trikot des Führenden in der Bergwertung, bevor er es an Riccardo Riccò verlor, der allerdings wegen Dopings disqualifiziert wurde. Insgesamt nahm er sieben Mal an der Tour de France teil.
Nach der Saison 2008 wechselte er zum belgischen ProTeam Silence-Lotto. Nachdem er für dieses Team im Jahr 2011 alle drei „Grand Tours“ absolvierte beendete er seine aktive Karriere. Er begann eine Ausbildung zum Physiotherapeuten und arbeitete zunächst im Sportpark Johannesplatz in Erfurt und später in der Sportklinik Erfurt.

## Palmarès
2001
- Weltmeisterschaft – Einzelzeitfahren (U23)
- Deutscher Meister – Einzelzeitfahren (U23)

2002
- zwei Etappen Rheinland-Pfalz-Rundfahrt

2003
- Prolog Rhodos-Rundfahrt
- Paarzeitfahren Karlsruhe (mit Michael Rich)
- Gesamtwertung Dänemark-Rundfahrt

2004
- Gesamtwertung und eine Etappe Hessen-Rundfahrt

2005
- eine Etappe Hessen-Rundfahrt

2006
- Deutscher Meister – Einzelzeitfahren
- LuK Challenge (mit Markus Fothen)
- Bergwertung Deutschland Tour
- Gesamtwertung und eine Etappe 3-Länder-Tour

## Grand Tours-Platzierungen
| Grand Tour            | 2004 | 2005 | 2006 | 2007 | 2008 | 2009 | 2010 | 2011 |
| --------------------- | ---- | ---- | ---- | ---- | ---- | ---- | ---- | ---- |
| Giro d’ItaliaGiro     | –    | –    | –    | –    | –    | –    | 71   | 56   |
| Tour de FranceTour    | 78   | 65   | 66   | –    | 75   | 76   | 80   | 113  |
| Vuelta a EspañaVuelta | –    | –    | –    | –    | 79   | –    | –    | 77   |